# Paravolvulus occidentalis
Paravolvulus occidentalis är en skalbaggsart som beskrevs av Miłosz A. Mazur 1981. Paravolvulus occidentalis ingår i släktet Paravolvulus och familjen stumpbaggar. Inga underarter finns listade i Catalogue of Life.